# Claude Perchat
Claude Perchat, née à Paris le 28 février 1952 et morte le 12 novembre 2022 à Versailles, est une graphiste et illustratrice française.

## Biographie
Claude Perchat a commencé sa carrière d'artiste pour La Poste française en 2000.
Créatrice de nombreux cachets premier jour, elle illustre aussi les documents philatéliques de la collection historique des timbres Poste.
Elle est l'auteure du carnet de voyage La France à Vivre, édité par La Poste en 2004.
Son dernier timbre de France est émis en 2018 : le timbre de distributeur de l'exposition nationale de maximaphilie à Valenciennes.